# Abri de la Hoya de los Navarejos II
L' Abri de la Hoya de los Navarejos II est un abri sous roche situé dans la commune de Tormón, comarque de Comunidad de Teruel dans la province de Teruel.
Il contient des peintures rupestres de thèmes variés de l'art levantin, d'Art schématique ibérique et de gravures, faisant partie de l'ensemble de l'Art rupestre du bassin méditerranéen de la péninsule Ibérique déclaré patrimoine mondial par l'UNESCO en 1998 (réf. 874-...).
Il appartient au groupe d'abris sous roche de la Ruta de Arte Rupestre de Tormón, dans le parc culturel d'Albarracín.

## Découverte et localisation

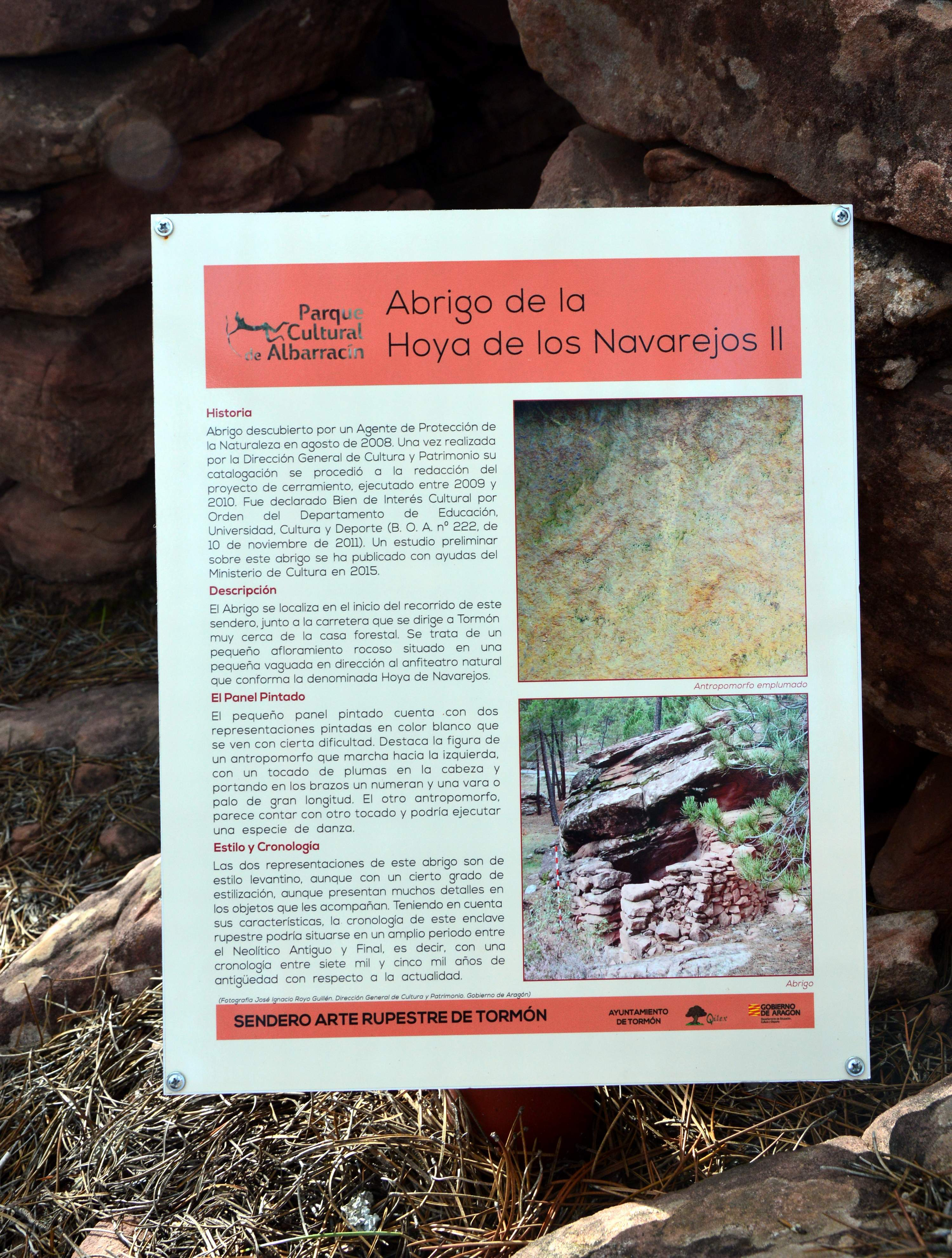
Panneau de l'abri de la Hoya de los Navarejos II

Découvert par un Agent de Protection de la Nature (Liberato Fortea) -en août 2008- : à la fin du même mois, les services techniques de la Direction Générale de la Culture et du Patrimoine du Gouvernement d'Aragon ont réalisé les travaux antérieurs de catalogage et de documentation à son déclaration comme Bien d’Intérêt Culturel (BIC). 
L'abri, datant entre le Néolithique ancien et supérieur (7000-5000 av. J.-C.),  a été protégé par une clôture métallique en 2009-2010, même si jusqu'à son étude et sa publication (M. Bea et J. Angás, 2015), l'abri est resté inédit.
Il est situé au début du Sendero Rupestre, dans un petit éperon rocheux situé dans une vallée de la zone appelée Hoya de los Navarejos : c'est une grotte entourée par un mur de pierres sèches et recouvert d'une visière rocheuse. À l'époque sub-actuelle,  celui-ci servait d'abri temporaire.

## Description
Le panneau décoré représente deux figures anthropomorphes dans des tons blanchâtres, bien que seule celle du centre soit visible avec un certain détail :

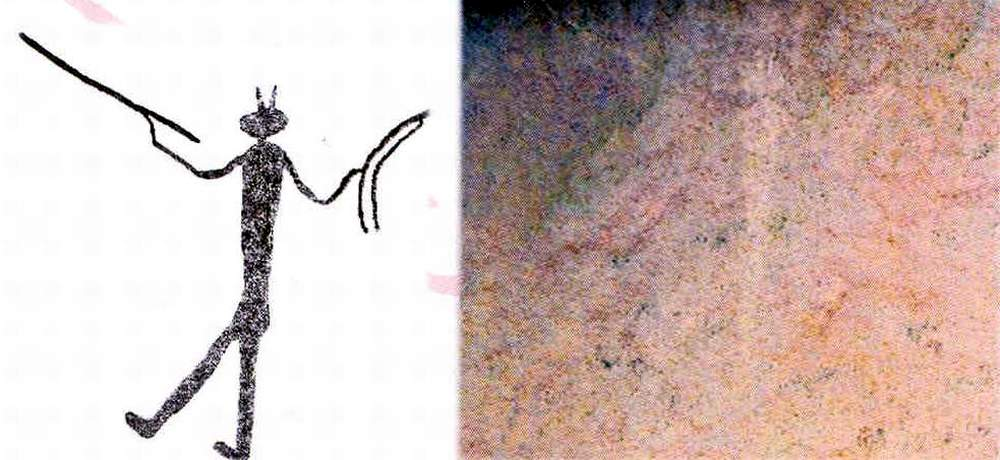
Motif I

Motif 1 : anthropomorphe debout marchant vers la droite, tête d'aspect globulaire, de la partie supérieure de laquelle dépassent deux épis verticaux (antennes, plumes) en guise d'élément ornemental. Corps stylisé, le torse élargi à hauteur d'épaule, le bras droit fléchi : il porte deux éléments courbes réunis au sommet, les extrémités tournées vers l'extérieur, compatibles avec les armes de jet (boomerangs). Le bras gauche fléchissait et montait également, avec un objet linéaire et fin, comme une lance. La jambe droite est légèrement en avant, formant un angle aigu par rapport au membre gauche, qui se situe verticalement dans le développement du corps. 
Motif II : Le personnage le moins visible porte une coiffe et semble être dans une pose de danse. De l'ensemble, il convient de souligner les boomerangs  :

« [...] un type d'arme qui a commencé il y a seulement quelques années à être documenté dans l'art rupestre de l'arc méditerranéen et qui est lié à des manifestations culturelles présentes dans de nombreux endroits du monde mais qui en Australie ont atteint leur maximum popularité.
Sendero por el Arte Rupestre de Tormón, José Ignacio Royo Guillén et al »